# Улица Строителей (Королёв)
Улица Строителей — улица в городе Королёв.

## История

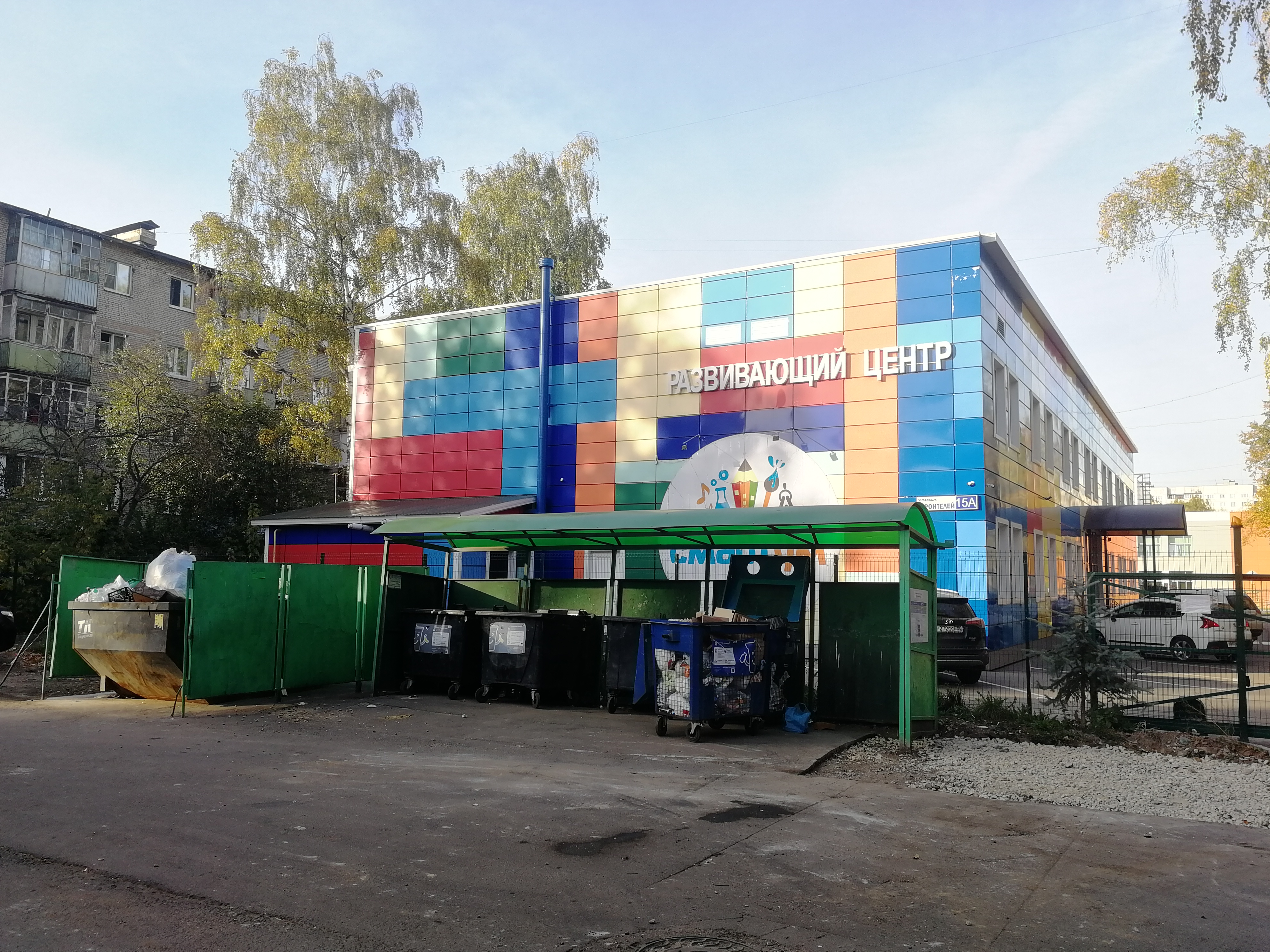
Детский центр «Смартум» (дом 15А)

Застройка улицы началась в 1948 году и продолжается в настоящее время. Улица Строителей застроена 3—22-этажными жилыми домами.

## Трасса
Улица Строителей начинается от улицы Дзержинского и заканчивается на Полевом проезде.